# 坡洪镇
坡洪镇，是中华人民共和国广西壮族自治区百色市田阳区下辖的一个乡镇级行政单位。

## 行政区划
坡洪镇下辖以下地区：
坡丹村、新屯村、下邦村、局盛村、陇含村、陇升村、郎含村、兴达村、五合村、古美村、新建村、新景村、新美村、天安村、新洞村、百合村、琴华村、乐上村、南兴村、新合村、央律村、朝马村、康浮村和双达村。